# Laulne
Laulne är en kommun i departementet Manche i regionen Normandie i norra Frankrike. Kommunen ligger i kantonen Lessay som tillhör arrondissementet Coutances. År 2022 hade Laulne 185 invånare.

## Befolkningsutveckling
Antalet invånare i kommunen Laulne
| Referens: INSEE |